# Шевчук, Григорий Васильевич
Григо́рий Васи́льевич Шевчу́к (укр. Григорій Васильевич Шевчук) — советский, украинский и российский актёр театра и кино, телеведущий. Наиболее известен как ведущий кулинарного шоу «Званый ужин».

## Биография
Родился в 1976 году в городе Винница Украинской ССР. Окончил Институт театра и кино им. И. К. Карпенко-Карого (Киев) в 1987 году, мастерская профессора Валентины Зимней. Диплом с отличием.
Работал в Театре Вооружённых сил Украины, Театре антрепризы народного ансамбля Украины Валентина Шестопалова «Актёр». С 1999 по 2004 год был актёром Московского еврейского театра «Шалом».

## Личная жизнь
Жена — Юлия, врач-терапевт. Есть три дочери — София, Аксинья, Таисия.

## Театральные работы
Дипломные работы:
- «Дорога цветов» В. Катаева — Газгольдер
- «Свадьба» А. Чехова — Апломбов
- «Ложь на длинных ногах» Э. де Филиппо — Гульельмо Капуто
- «Предложение» А. Чехова — Чубуков
- «Хроники» У. Шекспира — Клиффорд-сын

Играл в спектаклях (театр «Шалом»):
«Блуждающие звёзды» (мюзикл),
«Фаршированная рыба с гарниром» (вечер еврейской песни, танца и анекдота),
«Кот Леопольд» (весёлый мюзикл для детей),
«Пол Нью-Йорка мне теперь родня»,
«Шоша» («Что ты в ней нашёл?»),
«Шлимазл».
Гастроли: США, Германия, Израиль, Австралия, Украина, Россия.

## Фильмография
1. 2002 — Кодекс чести (9-я серия)
2. 2003 — Таксист — следователь
3. 2004 — Близнецы — Миша, фотограф (фильм № 1 «Восточное наследство»)
4. 2004 — Кожа саламандры — баянист
5. 2004 — Па — жених Светланы
6. 2004 — Ундина 2. На гребне волны — конвоир
7. 2005 — Гибель империи — Петро (4-я серия «Тёзка императора»)
8. 2005 — Херувим — Алексей, сотрудник ГРУ на прослушке[4]
9. 2005 — Таксистка 2 — пассажир Надежды
10. 2006 — Счастливы вместе — Толик (11-я серия «Начальник всегда жив»)
11. 2006 — Карамболь
12. 2006 — Герой нашего времени — урядник
13. 2006 — Формула зеро — Мишенька
14. 2008 — Срочно в номер 2 — хозяин отдела Меха (фильм № 3 «Универсал-лото»)
15. 2009 — ЛОпуХИ: эпизод первый — Мент
16. 2010 — Мы из будущего 2 — деревенский сумасшедший
17. 2010 — Достоевский — каторжанин
18. 2011 — Зойкина любовь — конферансье
19. 2014 — Минус один — Олег Николаевич Пономарёв (психотерапевт)
20. 2014 — Интерны — Евгений Павлович, VIP-пациент Купитмана (217 серия)
21. 2016 — Мурка — Мартын
22. 2016 — Из Сибири с любовью — Басов, банкир
23. 2017 — Серебряный бор — Станислав Артемьев, архитектор
24. 2018 — Кем мы не станем — Константин, пациент
25. 2018 — Московская борзая 2 — Аркадий
26. 2018 — Впереди день — Сёма
27. 2019 — Миленький ты мой — главврач
28. 2022 — За всех в ответе — главный редактор
29. 2022 — Раневская — Алексей Грибов

## Работы на телевидении
На телевидении с 1993 года:
- С 1993 по 1998 год на украинском канале «1+1» вёл передачи «Парк автомобильного периода» и «Шоу долгоносиков».
- С 18 сентября 2006 года по 1 сентября 2017 года — ведущий программы «Званый ужин» на российском телеканале «РЕН ТВ»[6][7].
- С 14 апреля по 21 октября 2019 года — ведущий передачи о путешествиях «Любовь без границ» на телеканале «Мир»[8].
- С 9 апреля 2020 по 28 января 2022 года — ведущий кулинарного шоу «Бизнес со вкусом» на канале «ПроБизнес»[9].
- С осени 2020 года — эксперт рубрики «Кухня» на круглосуточном магазинном телеканале «Shopping Live»[2].

## Дубляж

### Компьютерные игры
1. 2002 — «Чёрный Оазис» — «Гриня»
2. 2006 — Stubbs the Zombie in Rebel Without a Pulse — Отис Манди, Молокобот, охрана, ассистент учёного[10]
3. 2006 — Paradise — парикмахер, рыбак, шахтёр[10]
4. 2006 — X³: Reunion — Джесан, Манкаммис (паранид), Томус Бекитт[10]
5. 2006 — Dreamfall: The Longest Journey — Варден Муррон, Капитан[10]
6. 2009 — Wheelman — Эдриан[10]
7. 2010 — Runaway 3: A Twist of Fate — Барри с бензоколонки, Эрни, отец Джины, президент США[10]

## Другие работы
- Снялся в клипе группы «Агата Кристи» на песню «Триллер»[11][12].

Работа в рекламе:
«Билайн», пиво «Солодов», пиво «Три богатыря», IKEA, «Останкинский мясокомбинат», «НТВ-Плюс», «Раптор», «Эльдорадо», шоколад «Россия», мороженое San-Cremo, «Сбербанк», «Детский мир», Рестораны «КОЛБАСОФФ».
Постановлением президиума Совета по общественным наградам РФ награждён медалью ордена «За профессионализм и почётную деловую репутацию», 05.10.2009 г.